# Regele Arthur (film)
Regele Arthur (în engleză: King Arthur) este un film de război istoric din 2004 regizat de Antoine Fuqua și scris de David Franzoni. Clive Owen interpretează rolul titular, Ioan Gruffudd este Lancelot și Keira Knightley este Guinevere.
Producătorii filmului pretind că prezintă o versiune istorică exactă a legendelor cu regele Artur; presupunându-se că au fost inspirați de noile descoperiri arheologice. Acuratețea acestor pretenții este supusă dezbaterii, dar filmul este neobișnuit deoarece îl prezintă pe Arthur ca pe un ofițer roman mai degrabă decât ca pe un cavaler medieval. A fost filmat în Anglia, Irlanda și Țara Galilor.

## Actori
- Clive Owen ....Arthur (Artorius Castus)
- Keira Knightley ....Guinevere
- Ioan Gruffud ....Lancelot
- Mads Mikkelsen ....Tristan
- Joel Edgerton ....Gawain
- Hugh Dancy ....Galahad
- Ray Winstone ....Bors
- Ray Stevenson ....Dagonet
- Stephen Dillane ....Merlin
- Stellan Skarsgård ....Cerdic
- Til Schweiger ....Cynric